# Czarkówka Mała
Czarkówka Mała – wieś w Polsce położona w województwie podlaskim, w powiecie siemiatyckim, w gminie Perlejewo. 
W latach 1975−1998 miejscowość administracyjnie należała do województwa łomżyńskiego.
Wierni kościoła rzymskokatolickiego należą do parafii Przemienienia Pańskiego w Perlejewie.

## Historia
W wieku XVI Czarkówka była podzielona na kilka przysiółków: Rotmi, Bidtky, Dobki, Zawady, Chudaki i Oleksicz. Mieszkała tu Szlachta zaściankowa, głównie Czarkowscy herbu Awdaniec. Podział na Czarkówką Wielką i Małą pojawił się w wieku XVIII, choć nadal mniejsze zaścianki istniały. 
W 1887 roku Czarkówka Mała składała się z czterech zaścianków, z których każdy miał własne granice i grunty uprawne. Były to: Dybki, Dobki, Chodaki i Zawady. Wieś położona przy drodze z Warszawy do Grodna i Wilna, zwanej wielkim trakcie wojennym. Liczyła 2 domy chłopskie i 12 szlacheckich oraz 72 mieszkańców. Na roli uprawiano żyto. Zapisano, że obszar łąk nie był wystarczający na potrzeby mieszkańców. W pobliżu las sosnowo–brzozowy na cele opałowe.
W roku 1921 we wsi 21 domówi 150 mieszkańców. Wszyscy narodowości polskiej. 
Przed II wojną światową we wsi znajdowały się wiatraki będące własnością A. Gauzego.